# Foday Kallay
Foday Kallay (ur. 1975 lub 1976) – w czasie wojny domowej w Sierra Leone był liderem zbrojnej grupy West Side Boys; kapral armii Sierra Leone, samozwańczy brygadier, schwytany 10 września 2000 w Occra Hills przez brytyjskie siły SAS podczas trwania Operacji Barras, której celem było uwolnienie brytyjskich zakładników uprowadzonych przez siły West Side Boys.